# Fodéba Keïta
Fodéba Keïta (Siguiri, 19 de enero de 1921-Campo de Boiro, 27 de mayo de 1969) fue un escritor, músico, bailarín y político guineano cofundador con Facély Kanté en 1950 del primer grupo africano profesional de danza y percusión africano, la compañía de danza y percusión Les Ballets Africains. también fue coautor junto al músico francés Louis Cellier del himno nacional de Guinea Liberté. Sus obras llegaron a estar prohibidas en la África francesa por considerarse que eran radicales y anticoloniales. Fue Ministro de Interior de Guinea (1959) y Ministro de Defensa Nacional y Seguridad (1960). Murió fusilado sin juicio en 1969.

## Biografía
Su padre era enfermero.
Realizó primero estudios en Conakry en la Escuela normal superior William Ponty y más tarde derecho en París.  
En 1944 conoció en Senegal al músico Facély Kanté en Saint Louis donde Fodéba era profesor y se hicieron amigos. Juntos crearon primero la orquesta Sud Jazz reagrupando a los músicos originarios de los países africanos del Sur. La orquesta de la cual Facély era su principal animador tenía como objetivo dar a conocer en Senegal la riqueza de la música folclórica en los países del Sur desde Casamanza hasta Camerún. Más tarde con la colaboración de la Jeunesse St-Louisienne, crearon un grupo artístico denominado "Progrès". Fodéba reconoce que fue gracias a Facély Kanté que le inspiró la música y la tocó, que escribió primero "Minuit" y más tarde "Aube Africaine." 
En 1948 dejó Senegal para ir a París donde se encontró con Ismael Touré, Saidou Conté y Alassane Diop quienes le ayudaron a convencer a Facély Kanté para que se trasladara a París donde en 1950 crearon Les Ballets Africains compuesto desde un principio por Facély Kanté, Ismaël Touré , Saidou Conté, Amadou Aw en los años 60 ministro de Malí y el propio Fodéba Keïta. Facély Kanté fue el director artístico durante una década hasta su muerte en un accidente de avión en Casablanca cuando regresaba de Checoslovaquia, en julio de 1961.
El exitoso grupo de danza recorrió África durante seis años y más tarde se convirtió en la compañía nacional de danza de Guinea en un momento en el que el presidente de Senegal, Léopold Sédar Senghor, tenía a Fodéba Keïta en alta estima. Los Ballets Africains, se convirtió en un instrumento para mostrar las tradiciones artísticas de la etnia Mandinga no sólo en África sino también en otros continentes.
Después de regresar a Guinea, publicó la colección de poesía Poèmes africainea (1950), la novela Le Maître d'école (1952), y en 1957, Keïta escribió y puso en escena el poema narrativo Aube africaine ("Alba Africana") una representación teatral de ballet basado en el tiroteo por parte de las tropas francesas de los africanos que protestaban que habían servido en el ejército francés durante la Segunda Guerra Mundial. Sus obras fueron prohibidas en el imperio colonial francés a partir de 1951 considerándole radical y anticolonial. En Guinea fue también el fundador de la orquesta femenina de Guinea "Les Amazones".
Políticamente activo en el Partido Democrático Africano, Keïta trabajó estrechamente con el primer presidente de Guinea, Sékou Touré, desde 1956, y en 1957 fue elegido miembro de la Asamblea Territorial. En 1957 fue nombrado ministro de Interior y en 1960 Ministro de Defensa nacional y Seguridad. Descubrió supuestos complots contra Sékou Touré, pero fue encarcelado en el infame Camp Boiro, una prisión que él mismo ayudó a construir, por supuesta complicidad en el Labé Plot de febrero de 1969, siendo sometido a tortura ("dieta negra" - extracción completa de alimentos y líquidos).
El 27 de mayo de 1969, fue ejecutado fusilado sin juicio.

## Vida personal
Tuvo un hijo llamado Sidikiba Keita.

## Libros
- Poèmes africains (1950)
- Le Maître d’école (1952)